# ギーダ (デンマーク王妃)

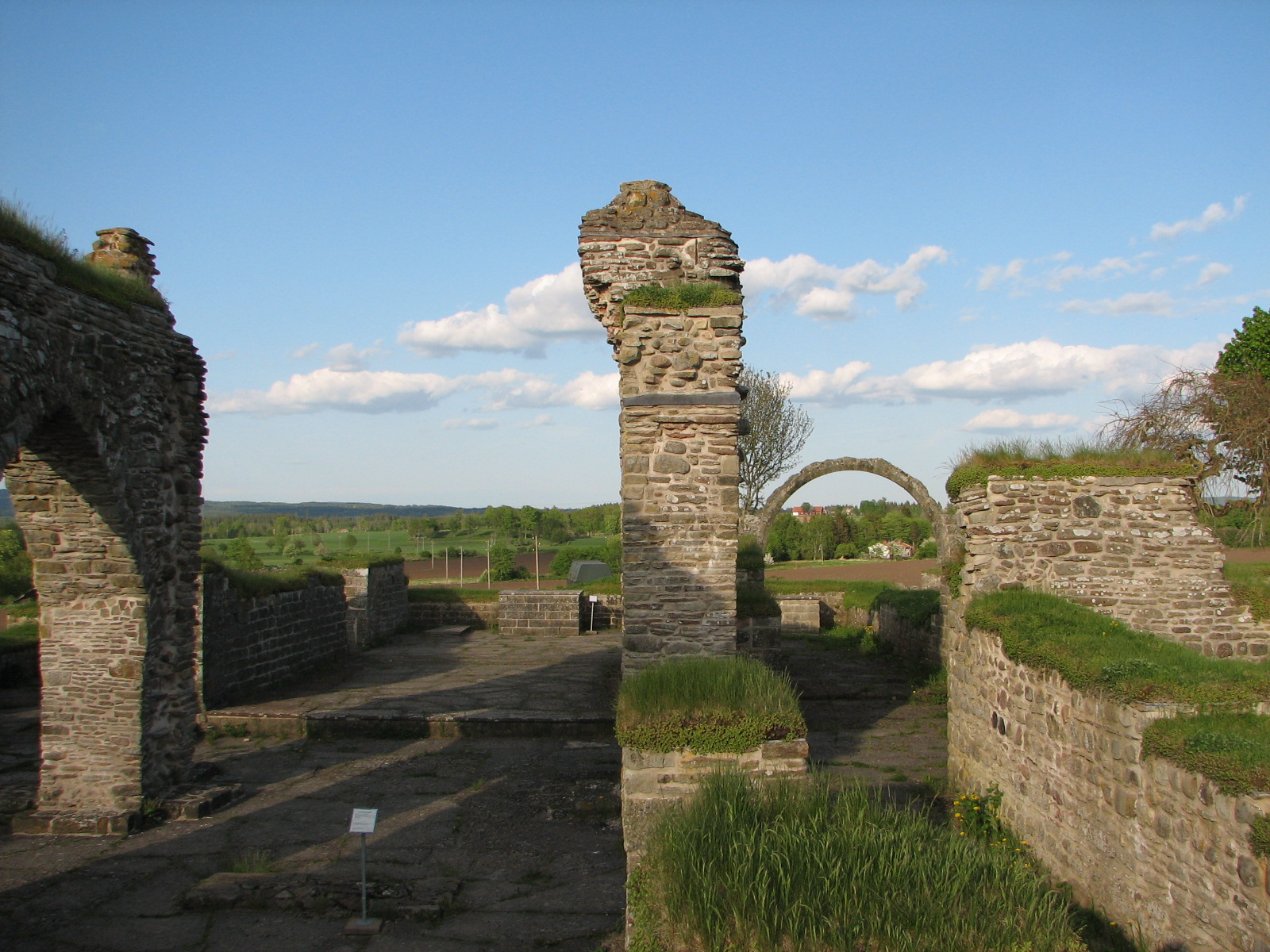
ギーダが創建したともいわれるギュードヘム修道院跡

ギーダ（デンマーク語：Gyda Anundsdatter, スウェーデン語：Gyda Anundsdotter, ? - 1048/9年）、グンヒル（デンマーク語：Gunhild Anundsdatter）またはグンヒルド（スウェーデン語：Gunhild Anundsdotter）は、スウェーデン王女でデンマーク王スヴェン2世の妃。

## 生涯
ギーダに関する主な資料は、ドイツの教会年代記作者ブレーメンのアダム（1075年ごろ）の記述による。後の歴史家サクソ・グラマティクスおよびアイスランドの年代記によると、ギーダはスウェーデン王アーヌンド・ヤーコブ（1022年 - 1050年ごろ）の娘であったという。母は王妃グンヒルドとみられる。しかし、ほぼ同時代のブレーメンのアダムは、アーヌンド・ヤーコブとグンヒルドの間に子供がいたと記しておらず、ギーダがアーヌンド・ヤーコブと別の女性の間の娘であった可能性もある。
ギーダはおそらく1047年か1048年にデンマーク王スヴェン2世と結婚した。日付は不明であるが、スヴェン2世がスウェーデン宮廷で亡命生活を送っていた時期に結婚していた可能性がある。短い結婚生活の後にギーダは死去した。ブレーメンのアダムによると、ギーダの死はスヴェン2世の愛妾トーラにより毒殺されるという犯罪行為によるものであった。スヴェン2世の多くの子供たちの中にギーダ所生の子供がいたかどうかは不明である。ギーダの父とみられるアーヌンド・ヤーコブは1050年ごろに死去し、王妃グンヒルドは未亡人となった。ほぼ同時期に、王妃ギーダを亡くしたスヴェン2世はグンヒルドと呼ばれる女性と結婚した。このグンヒルドはおそらくギーダの母親または継母と同一人物であったが、現代の歴史家の一部はスウェーデン王妃グンヒルドとデンマーク王妃グンヒルドは別人であったとする。後に書かれたブレーメン年代記では、ハンブルク大司教アダルベルトによって書かれたとみられる手紙に、グンヒルドがスウェンの母（義母）であったと記されていることに言及している。いずれにせよ、スヴェン2世とグンヒルドは近親関係を理由にハンブルク大司教によりすぐさま離婚を余儀なくされた。
ギーダは、母親（または継母）とみられるグンヒルドと名前が似ており、双方ともスヴェン2世と結婚していたため、しばしば混同された。両者ともグンヒルド、グーダ（Guda）、またはギーダの名で知られていた。